# 白缘翠雀花
白缘翠雀花（学名：Delphinium chenii）是毛茛科翠雀属的植物，是中国的特有植物。分布于中国大陆的四川、云南等地，生长于海拔3,900米的地区，常生长在山坡丛林边，目前尚未由人工引种栽培。